# Henri Guiter
Henri Guiter (* 14. Juni 1909 in Céret; † 15. April 1994 in Perpignan) war ein französischer Romanist und Katalanist.

## Leben und Werk
Guiter bestand 1931 die Agrégation und habilitierte sich zweimal, 1939 in Physik, 1942 in Lettres mit den beiden Thèses Étude de linguistique historique du dialecte minorquin (Montpellier 1943) und Grammaire de la langue du Llibre d'Ave Maria de Ramon Llull (Montpellier 1943). Er war Gymnasiallehrer für Physik in Perpignan, dann ebenda Hochschullehrer für romanische Philologie. Bis 1978 war er (als Nachfolger von Jean Bourciez) Inhaber des Lehrstuhls für romanische Sprachwissenschaft an der Universität Montpellier.
Von 1936 bis 1939 war Guiter Mitarbeiter der Zeitschrift Nostra Terra (an der Seite von Jean Amade, 1878–1949, Josep-Sebastià Pons, 1886–1962, Alphonse Mias, 1903–1950, und Gumersind Gomila, 1905–1970). Mitglied im Editorial Board der Buchreihe Quantitative Linguistics Band 1, 1978ff.

## Weitere Werke

### Wissenschaftliche Werke
- Atlas linguistique des Pyrénées orientales, Perpignan/Paris 1966 (Atlas linguistique et ethnographique de la France, hrsg. von Albert Dauzat)
- (Hrsg.) Proverbes et dictons catalans, Forcalquier 1969
- Literatura rossellonesa moderna, Perpignan 1973
- Les relations (fréquence – longueur – sens) des mots (langues Romanes et Anglais), ACILR (Actes du International congress of Romance Linguistics and Philology) 14, 1974, 4, Seite 373–381.
- (Hrsg., zusammen mit M. V. Arapov) Studies on Zipf's Law. Brockmeyer, Bochum 1982, ISBN 3-88339-244-8.
- Origines Européennes et Glottochronologie, in: Barron Brainerd (ed.): Historical Linguistics. Brockmeyer, Bochum 1983; Seite 136–221; ISBN 3-88339-305-3. (Schriftenverzeichnis 211-217)

### Literarische Werke
- Cançó de juny. Poesies catalanes amb la traducció francesa, Montpellier 1951
- Teló de boca. Comédies, Montpellier 1952
- De porpra i d'or. Poesies catalanes amb la traducció francesa, Montpellier 1957
- Contes à Pipiu, Perpignan 1960
- 12-18. Poésies, Perpignan 1967
- Tardorenques i altres poemes, Barcelona 1969
- Solstice, Sainte-Foy-lès-Lyon 1977